# Agraecina lineata
Agraecina lineata är en spindelart som först beskrevs av Simon 1878.  Agraecina lineata ingår i släktet Agraecina och familjen månspindlar. Inga underarter finns listade i Catalogue of Life.